# Motion Picture & General Investment Company
Motion Picture & General Investment Company Ltd. (chinois : 國際電影懋業有限公司, généralement abrégé en MP&GI), renommée Cathay Studio en 1964, est une ancienne société de production de films basée à Hong Kong, active de 1956 à 1971.
La compagnie est fondée en 1956 par l'homme d'affaires Loke Wan Tho. Ce dernier, déjà possesseur d'un circuit de distribution en Malaisie et à Singapour, voulait développer son organisation en y intégrant la production, à la façon des studios hollywoodiens de l'âge d'or. 
Ayant pris le contrôle de la compagnie Yunghwa dans laquelle il avait déjà des intérêts, il fonde à partir de cette dernière la société MP&GI. 
Les studios étaient situés à Hammer Hill (district de Wong Tai Sin).
Les premiers films sortent en 1957 et rencontrent le succès.
MP & GI, devenu l'un des grands studios de films en mandarin, développe une concurrence acharnée avec son rival Shaw Brothers : les deux studios cherchent à attirer à eux les stars et les réalisateurs de leur concurrent.
La mort accidentelle de Loke et des principaux dirigeants en 1964 provoque une crise au sein de la compagnie, qui est alors définitivement supplantée par la Shaw Brothers. Le studio est alors réorganisé et rebaptisé Cathay, du nom de sa société-mère basée à Singapour.
Cathay cesse de produire des films en 1971. Les bâtiments du studio sont cependant cédés à la Golden Harvest qui devient la compagnie dominante au cours des années 1970.

## Films produits
- 1957 : Mambo Girl
- 1957 : The Splendour of Youth
- 1959 : Our Dream Car
- 1959 : Air Hostess
- 1960 : The Wild, Wild Rose
- 1962 : Ladies First (film, 1962)
- 1970 : Forbidden Killing